# Corey Down
Corey Down (* 18. Februar 1979) ist ein ehemaliger neuseeländischer Eishockeyspieler und heutiger Trainer. Er spielte den Großteil seiner aktiven Karriere bei Mannschaften aus Auckland. 2011 bis 2014 war er Cheftrainer der Neuseeländischen Frauennationalmannschaft.

## Karriere
Corey Down begann seine Karriere bei einer Amateurmannschaft in Auckland. Mit Gründung der semi-professionellen New Zealand Ice Hockey League 2005 wechselte er zum ebenfalls neu gebildeten South Auckland Swarm, für den er zwei Jahre spielte. Die Saison 2007 verbrachte er auf der Südinsel bei Southern Stampede aus Queenstown. Bereits 2008 kehrte er jedoch nach Auckland zurück und spielte zunächst zwei Jahre für die West Auckland Admirals. 2010 kehrte er zu seinem ersten NZIHL-Klub, der sich nunmehr Botany Swarm nannte, zurück und gewann mit ihm 2010 und 2011 den Titel. Anschließend beendete er seine Karriere.

### International
Sein Debüt in der Neuseeländischen Nationalmannschaft gab Down bei der D-Weltmeisterschaft 2000, bei dem ihm mit seiner Mannschaft der Aufstieg in die C-Gruppe gelang, die aufgrund der Umstellung auf das heutige Divisionensystem fortan Division II genannt wurde. Dort belegte Neuseeland 2001 allerdings nur den letzten Platz und so musste er 2002 in die Qualifikation zur Division II und da dort auch nur der letzte Platz erreicht wurde, dann 2003 in der Division III antreten. Beim in Auckland ausgetragenen Turnier gelang Down mit seinem Team der Aufstieg in die Division II. In der Folge spielte er 2004, 2005, 2006, 2008, 2010 und 2011, als er zum besten Spieler seiner Mannschaft gewählt wurde, in der Division II. Nach zwischenzeitlichen Abstiegen musste er mit Neuseeland 2007, als er die beste Plus/Minus-Bilanz des Turniers erreichte, und 2009 in der Division III antreten, erreichte aber jeweils den sofortigen Wiederaufstieg.

### Trainertätigkeit
Bei den Weltmeisterschaften 2011, 2012, 2013 und 2014 war Down Cheftrainer der neuseeländischen Frauennationalmannschaft. Dabei gelang 2011 in der Division IV der Titelgewinn, wodurch die Neuseeländerinnen bei der Umstellung auf das auch bei den Männern verwendete System in die A-Gruppe der Division II eingestuft wurden, in der sie bei den drei folgenden Turnieren spielten.

## Erfolge und Auszeichnungen
- 2010 Neuseeländischer Meister mit dem Botany Swarm
- 2011 Neuseeländischer Meister mit dem Botany Swarm

### International
- 2000 Aufstieg in die C-Gruppe bei der D-Weltmeisterschaft
- 2003 Aufstieg in die Division II bei der Weltmeisterschaft der Division III
- 2007 Aufstieg in die Division II bei der Weltmeisterschaft der Division III
- 2007 Beste Plus/Minus-Bilanz bei der Weltmeisterschaft der Division III
- 2009 Aufstieg in die Division II bei der Weltmeisterschaft der Division III

### Als Trainer
- 2011 Aufstieg in die Division II bei der Frauen-Weltmeisterschaft der Division IV

## Karrierestatistik
| 2005         | South Auckland Swarm   | NZIHL        | 6  | 3  | 1  | 4  | 8   | – | – | – | – | – |
| 2006         | South Auckland Swarm   | NZIHL        | 6  | 2  | 2  | 4  | 6   | 1 | 0 | 0 | 0 | 6 |
| 2007         | Southern Stampede      | NZIHL        | 10 | 2  | 4  | 6  | 28  | – | – | – | – | – |
| 2008         | West Auckland Admirals | NZIHL        | 12 | 1  | 2  | 3  | 28  | – | – | – | – | – |
| 2009         | West Auckland Admirals | NZIHL        | 15 | 0  | 1  | 1  | 14  | – | – | – | – | – |
| 2010         | Botany Swarm           | NZIHL        | 14 | 2  | 16 | 18 | 16  | – | – | – | – | – |
| 2011         | Botany Swarm           | NZIHL        | 8  | 1  | 1  | 2  | 4   | – | – | – | – | – |
| NZIHL gesamt | NZIHL gesamt           | NZIHL gesamt | 71 | 11 | 27 | 38 | 104 | 1 | 0 | 0 | 0 | 6 |

### International
| Jahr          | Team          | Veranstaltung      |    | Sp | T  | A  | Pkt | SM |
| ------------- | ------------- | ------------------ | -- | -- | -- | -- | --- | -- |
| 2000          | Neuseeland    | D-WM               | 4  | 0  | 2  | 2  | 0   |    |
| 2001          | Neuseeland    | WM-Div. II         | 5  | 0  | 0  | 0  | 8   |    |
| 2002          | Neuseeland    | WM-Div. II (Quali) | 2  | 0  | 1  | 1  | 4   |    |
| 2003          | Neuseeland    | WM-Div. III        | 2  | 0  | 2  | 2  | 0   |    |
| 2004          | Neuseeland    | WM-Div. II         | 5  | 1  | 1  | 2  | 16  |    |
| 2005          | Neuseeland    | WM-Div. II         | 5  | 1  | 1  | 2  | 4   |    |
| 2006          | Neuseeland    | WM-Div. II         | 5  | 0  | 0  | 0  | 2   |    |
| 2007          | Neuseeland    | WM-Div. III        | 4  | 1  | 5  | 6  | 2   |    |
| 2008          | Neuseeland    | WM-Div. II         | 5  | 1  | 1  | 2  | 2   |    |
| 2009          | Neuseeland    | WM-Div. III        | 4  | 1  | 1  | 2  | 6   |    |
| 2010          | Neuseeland    | WM-Div. II         | 5  | 0  | 3  | 3  | 0   |    |
| 2011          | Neuseeland    | WM-Div. II         | 4  | 1  | 0  | 1  | 0   |    |
| Herren gesamt | Herren gesamt | Herren gesamt      | 50 | 6  | 17 | 23 | 44  |    |

(Legende zur Spielerstatistik: Sp oder GP = absolvierte Spiele; T oder G = erzielte Tore; V oder A = erzielte Assists; Pkt oder Pts = erzielte Scorerpunkte; SM oder PIM = erhaltene Strafminuten; +/− = Plus/Minus-Bilanz; PP = erzielte Überzahltore; SH = erzielte Unterzahltore; GW = erzielte Siegtore; 1 Play-downs/Relegation; Kursiv: Statistik nicht vollständig)